# Gymnocolea inflata

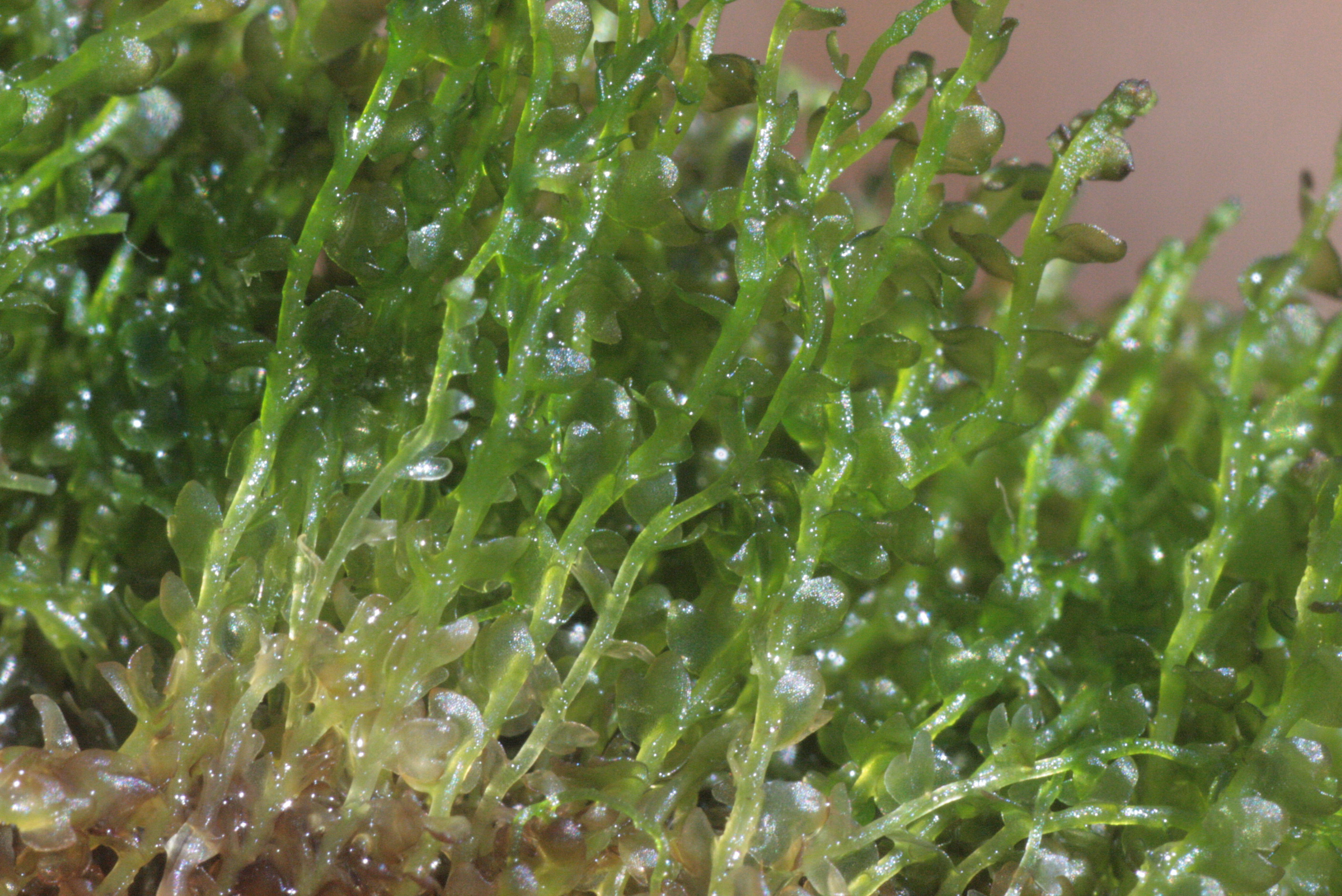
Detailansicht

Gymnocolea inflata (deutsch Aufgeblasenes Nacktkelchmoos oder Brutkelch-Lebermoos) ist eine Lebermoos-Art aus der Familie Lophoziaceae und gehört zur Gruppe der beblätterten Lebermoose.

## Merkmale
Die Pflanzen bilden dunkelgrüne bis schwarzbraune oder schwarze Rasen oder wachsen vereinzelt zwischen anderen Moosen. Sie sind bis drei (bei Wasserformen auch mehr) Zentimeter lang und 0,8 bis 1,8 Millimeter breit. Die Stämmchen sind schlaff, niederliegend bis fast aufrecht. Die aufrecht abstehenden oder ausgebreiteten Flankenblätter sind locker bis dicht gestellt, eiförmig und im oberen Drittel oder bis zur Hälfte in zwei stumpfe und oft etwas ungleiche Lappen geteilt. Die abgerundet vier- bis sechseckigen Blattzellen sind 20 bis 30 Mikrometer groß und haben mäßig verdickte Zellwände und Zellecken. Je Zelle sind zwei bis fünf Ölkörper vorhanden. Unterblätter fehlen meist oder sind nur sehr klein.
Die Geschlechterverteilung ist diözisch. Männliche Gametangienstände sind dicht ährenförmig, die Hüllblätter mit je einem kurzgestielten Antheridium sind bauchig gehöhlt. Die weiblichen Hüllblätter sind kleiner als die übrigen Flankenblätter, das Perianth ragt aus diesen weit heraus, ist keulenförmig, oben zusammengezogen, aber nicht gefaltet, die Mündung kurz gezähnt. Brutkörper werden nicht gebildet.

## Unterarten
Gymnocolea acutiloba gilt als kritisches Taxon und wird meist nicht als selbständige Art gewertet, sondern als Unterart Gymnocolea inflata subsp. acutiloba. Die Pflanzen sind kleiner, 1 Zentimeter lang und 1 Millimeter breit, die Blattlappen zugespitzt. Brutkörper werden gebildet. Sie kommt sehr selten auf feuchtem Schutt von Kupferbergwerken und an schwermetallhaltigen Silikat- und Schieferfelsen vor. In Deutschland sind nur Vorkommen vom Bayerischen Wald (Gr. Arber) bekannt, weltweit von Europa, Nordamerika und Grönland.

## Standortansprüche
Gymnocolea inflata wächst an nassen bis feuchten, sauren bis sehr sauren, sonnigen bis schattigen Standorten, überwiegend in oligotrophen Hoch-, Zwischen- und Quellmooren, in Moortümpeln und Schlenken, in Wassergräben, im Verlandungsbereich von Moorseen, auch in sauren Niedermooren oder auf Torf und kiesig-sandigem Grund in Feuchtheiden. Nur selten besiedelt es humoses Silikatgestein, Lehm oder Erde an Wegböschungen oder Baumbasen.

## Verbreitung
Die Art ist in den gemäßigten und arktischen Gebieten der Nordhalbkugel weit verbreitet mit Vorkommen in West-, Nord- und Zentraleuropa, in der Türkei, in Sibirien, Japan, Nordamerika und in der Arktis.
In den österreichischen Alpen kommt sie in Höhen von etwa 600 bis 2700  Metern vor, der Verbreitungsschwerpunkt ist in der subalpinen Höhenstufe. In den Zentralalpen ist sie verbreitet bis häufig, in den Nordalpen selten, sonst selten bis sehr selten oder fehlend.